# Thomasomys bombycinus
Thomasomys bombycinus és una espècie de mamífer rosegador de la família dels cricètids. És endèmic de la Serralada Occidental de Colòmbia, on viu a altituds d'entre 2.800 i 3.800 msnm. Els seus hàbitats naturals són els boscos i els páramos. Es desconeix si hi ha cap amenaça significativa per a la supervivència d'aquesta espècie, però podria estar afectada per l'agricultura il·legal.